# Šratovci
Šratovci este o localitate din comuna Radenci, Slovenia, cu o populație de 182 de locuitori.